# Engelse gotiek
De Engelse gotiek is een variant van de gotiek die zich tamelijk zelfstandig heeft ontwikkeld uit het Franse voorbeeld.
Men onderscheidt traditioneel de volgende perioden:
- Early English, tot rond 1275
- Decorated, eind 13e, begin 14e eeuw
- Perpendicular (of Rectilinear) tot in de 16e eeuw

Deze termen werden voor het eerst gebruikt in het begin van de 19e eeuw, door Thomas Rickman in zijn werk Attempt to Discriminate the Style of Architecture in England. Het onderscheid tussen de perioden is goed te zien in de decoratie van de spitse vensters die kenmerkend zijn voor de gotiek. Door de lange bouwtijden van veel kerken en abdijen is deze indeling echter niet zonder meer toepasbaar op bouwwerken als geheel, die elementen uit verschillende perioden kunnen bevatten.
In het Early English waren de spitsboogvensters relatief smal en hoog, met weinig of geen tracering (maaswerk). In het Decorated werden de vensters breder, en werden ze voorzien van steeds decoratiever traceringen. Men maakt binnen het Decorated onderscheid tussen de geometrical period en de curvilinear period. De eerste maakt vooral gebruik van cirkels voor de tracering in het bovenste deel van de vensters. De curvilinear period gebruikt bredere vensters en een vrijere invulling van de versiering met vloeiende lijnen. Het Perpendicular legde vooral de nadruk op verticale lijnen, niet alleen in de venstertraceringen maar ook in de vormen van de bouwwerken zelf. Ook het waaiergewelf is typerend voor deze specifiek Engelse stijl.

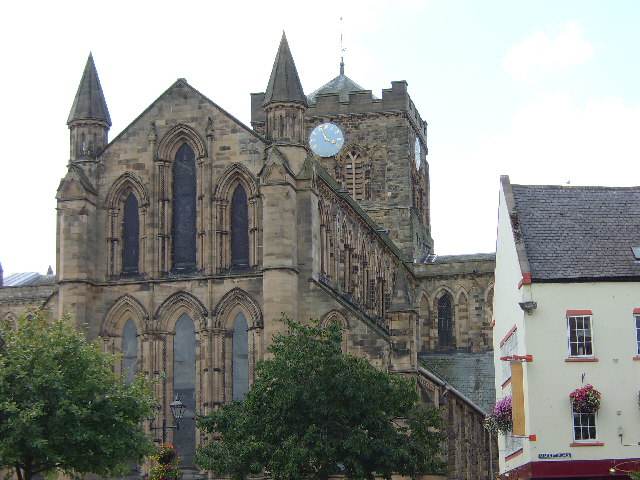
Hexham Abbey, een voorbeeld van Early English
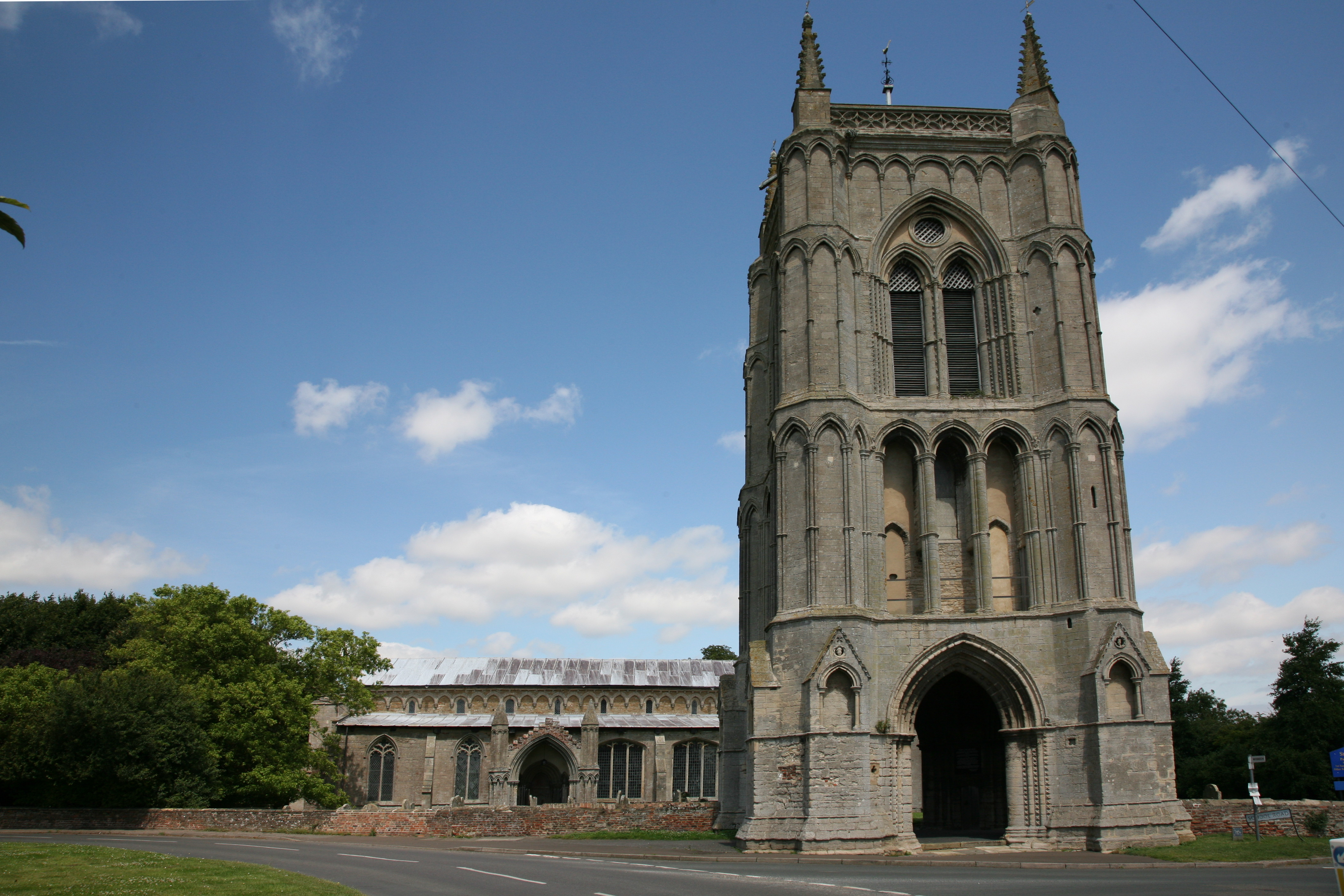
Klokkentoren van Saint Mary the Virgin in West Walton (Norfolk). Ook het (eenvoudige) maaswerk van het bovenste venster rekent men nog tot Early English.
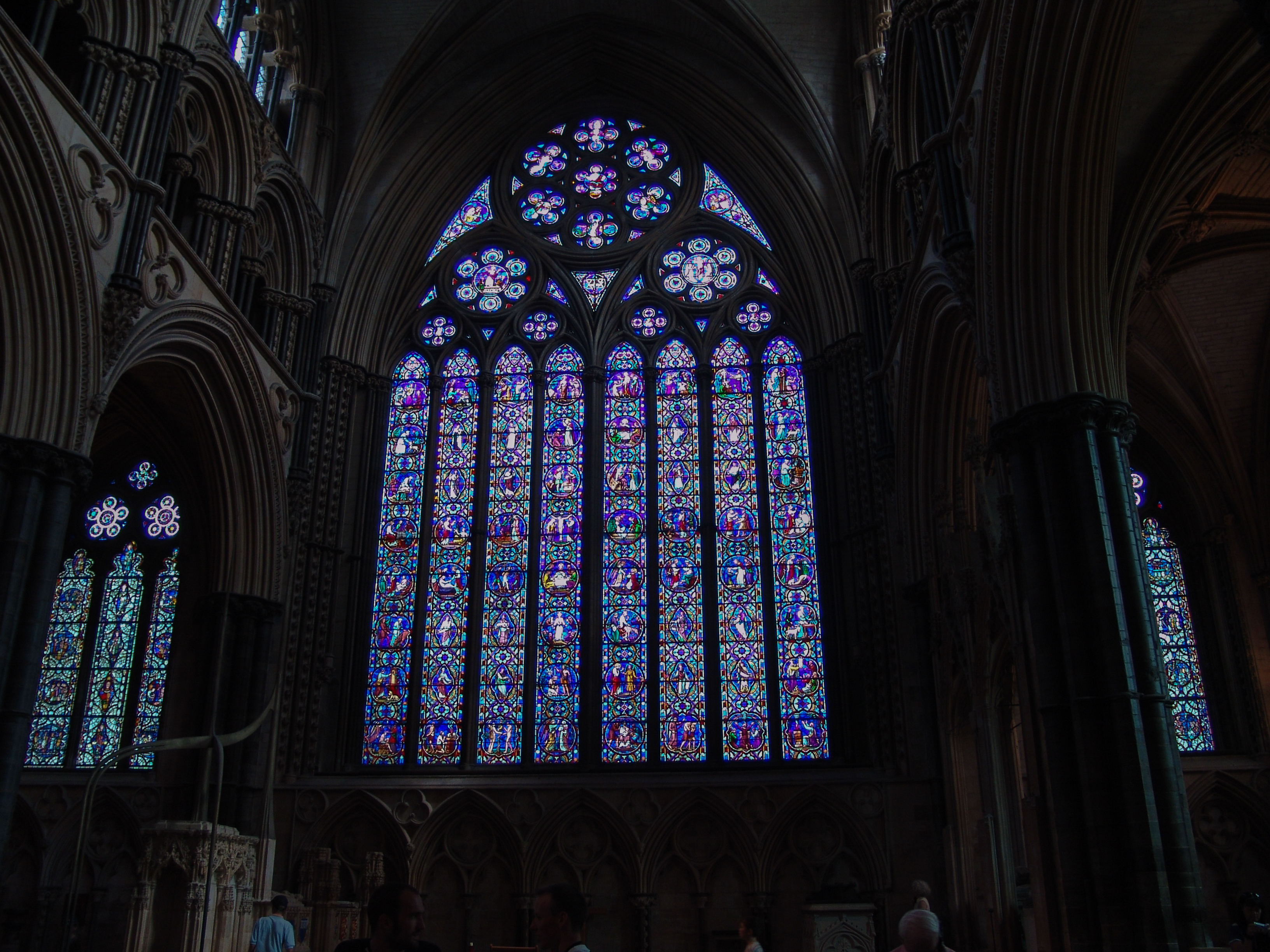
Dit venster in het Angel Choir van de kathedraal van Lincoln is het grootste voorbeeld van Geometric.
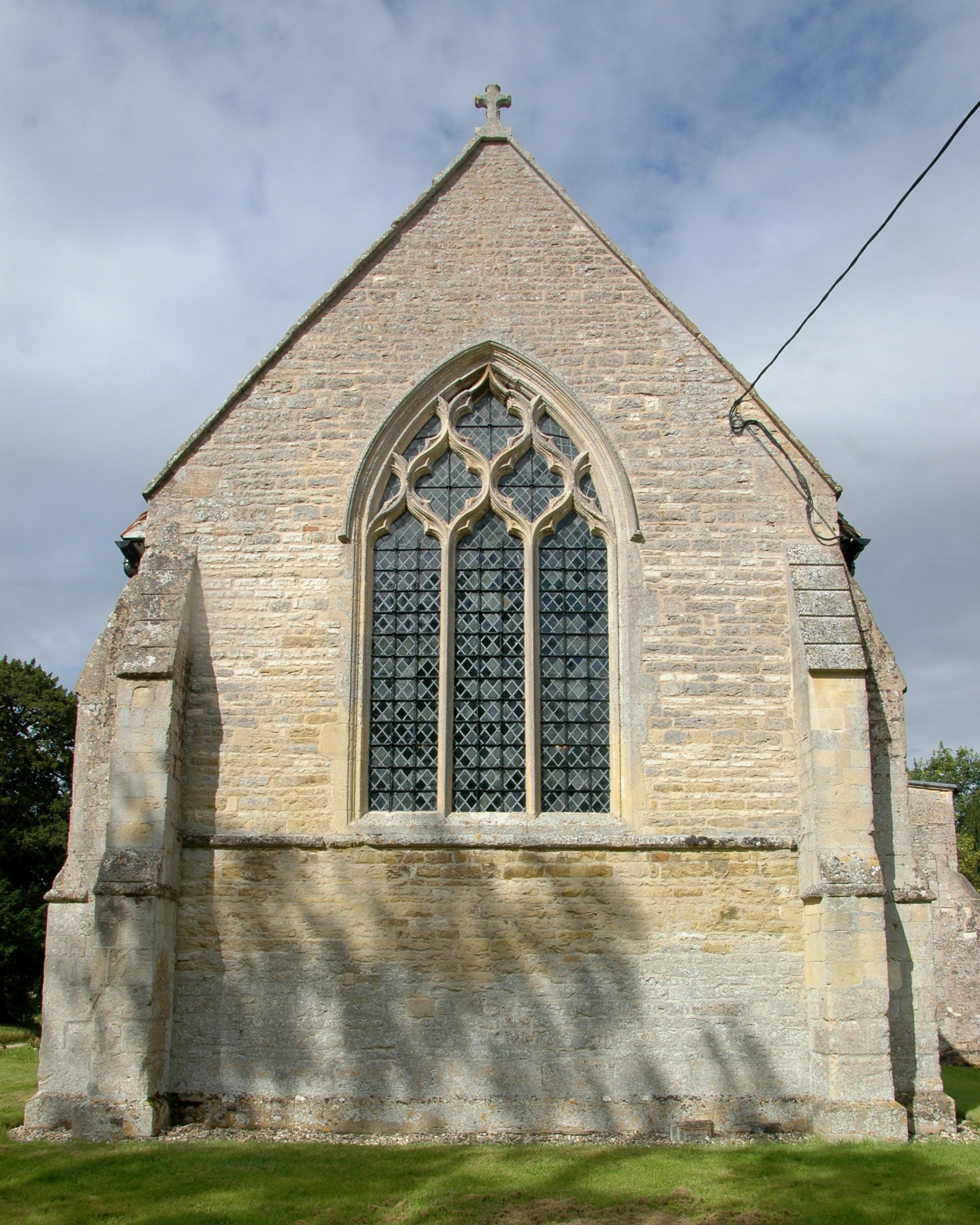
Relatief eenvoudig voorbeeld van Curvilinear, met de kenmerkende S-bogen in de tracering. Parochiekerk St. Mary the Virgin, Chalgrove, Oxfordshire
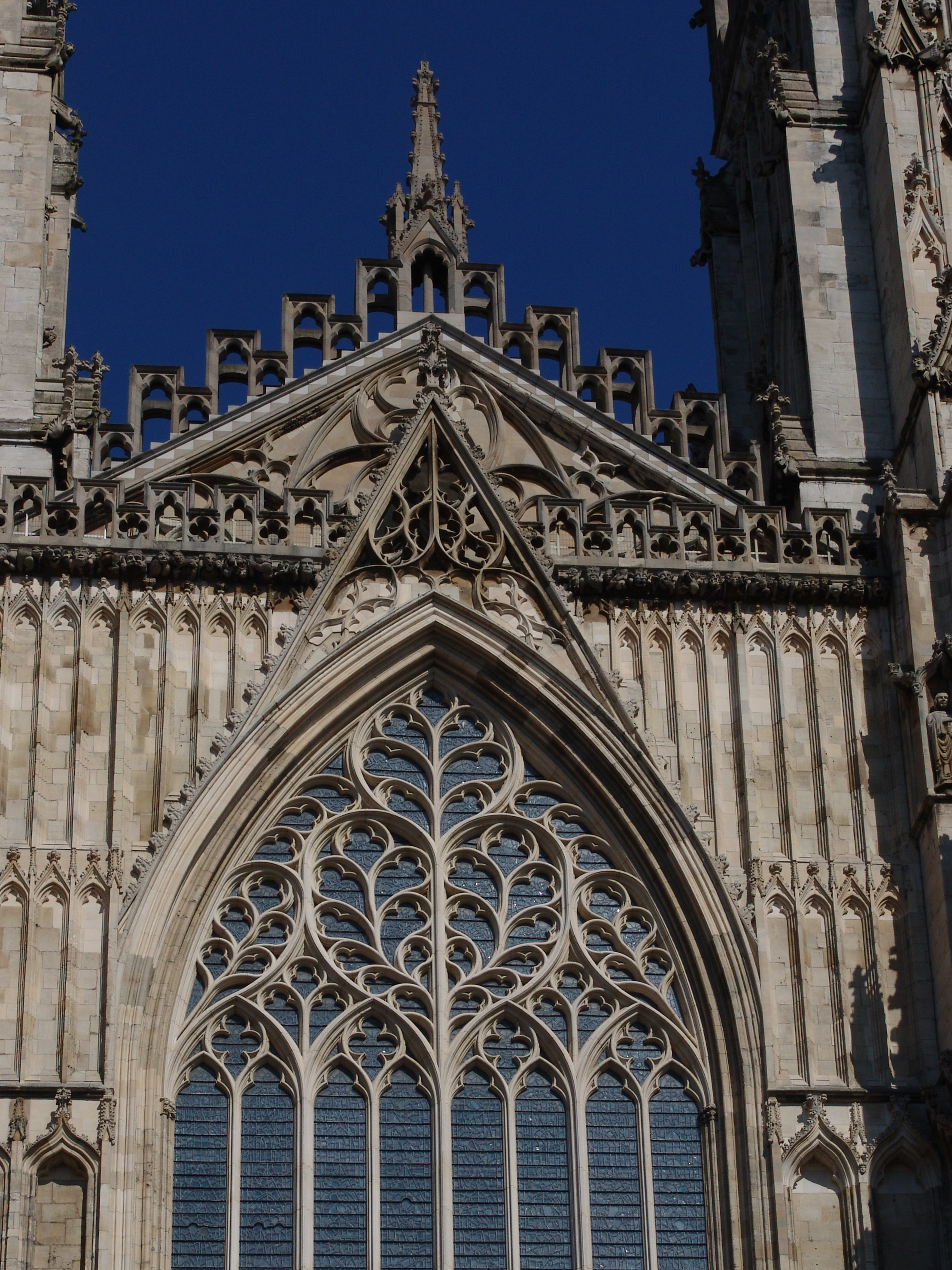
Detail van het westelijke venster van York Minster. Dit is een rijk gedecoreerd voorbeeld van Curvilinear, neigend naar flamboyante gotiek.
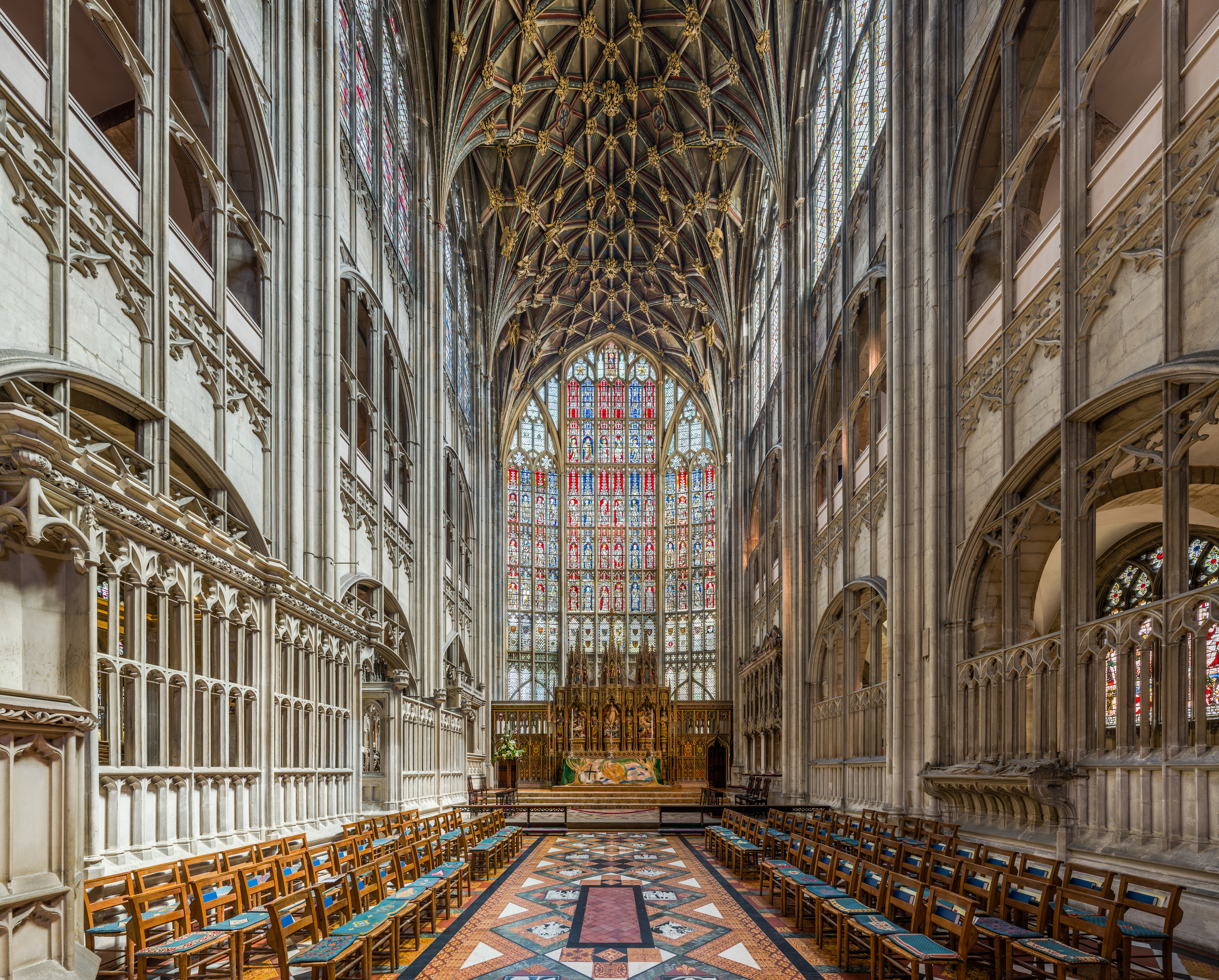
Kathedraal van Gloucester, een voorbeeld van Perpendicular
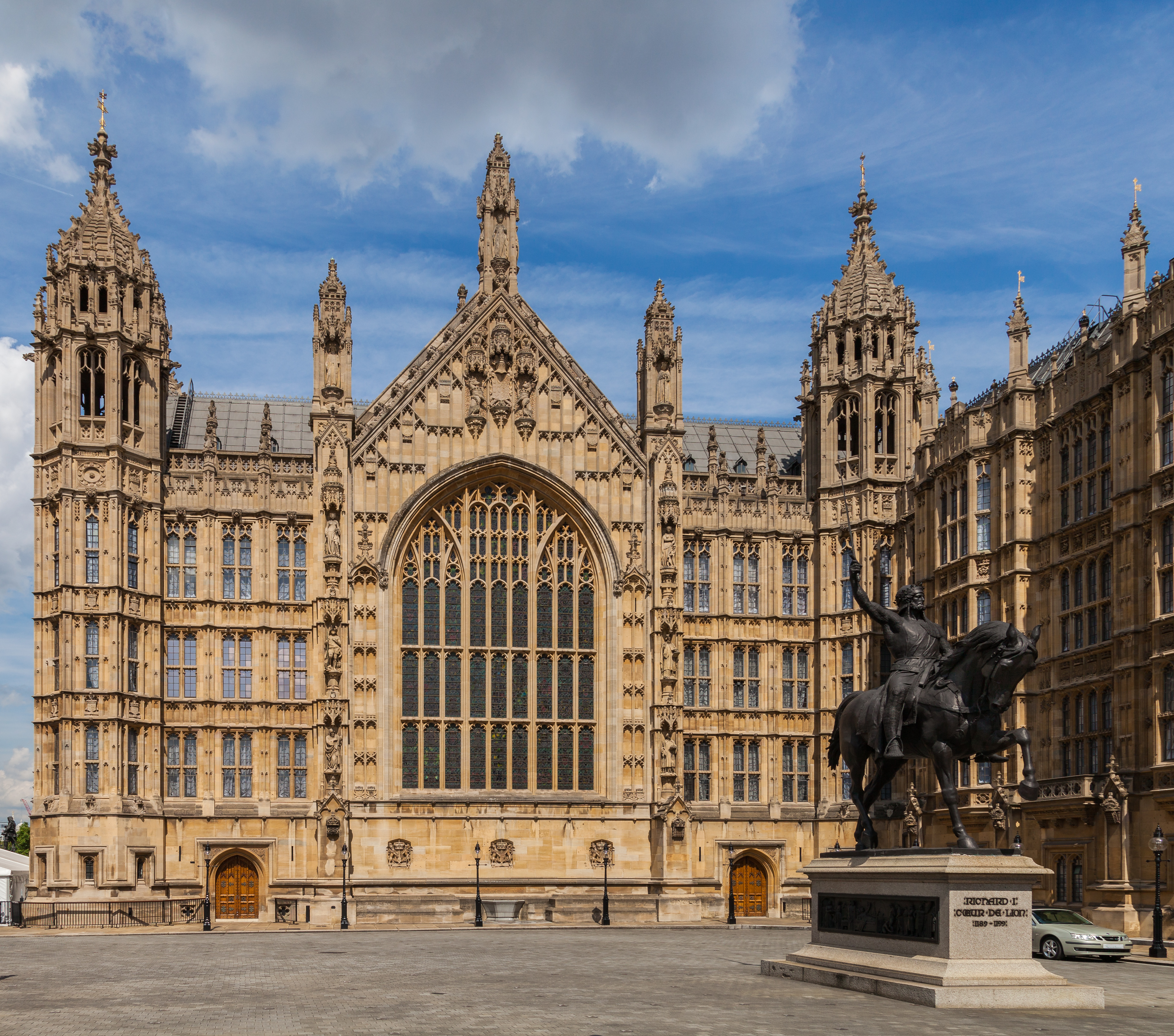
Palace of Westminster, een voorbeeld een neogotisch gebouw in Perpendicular-stijl.

- Gemeinsame Normdatei: 7503425-6